# 117596 Richardkuhns
117596 Richardkuhns este o planetă minoră (asteroid), cu un diametru de 5,173 km, din centura de asteroizi. A fost descoperită pe 4 martie 2005 la Mount Lemmon⁠(d) de Mount Lemmon Survey⁠(d). 
Obiectul prezintă o orbită caracterizată de o semiaxă mare de 2,7834735907396 UAi, o excentricitate de 0,02, o înclinație de 4,6 ° în raport cu ecliptica.